# Association de la sommellerie internationale
Pour les articles homonymes, voir ASI.
L'Association de la sommellerie internationale ou ASI est une association à but non lucratif fondée en 1969 pour la promotion du métier de sommelier.

## Historique
L'ASI, association à but non lucratif (loi de 1901), fondée à Reims le 4 juin 1969, a pour but de  "Développer, promouvoir le métier sommelier et harmoniser le niveau des sommeliers professionnels à travers le monde".
Dans cette optique, l'ASI organise depuis 1969 le « Concours du Meilleur Sommelier du Monde » qui a lieu tous les trois ans dans un des 60 pays membres, l'ASI organise également, désormais tous les trois ans, le « Concours du Meilleur Sommelier d'Europe et d'Afrique », le « Concours du Meilleur Sommelier des Amériques » et le « Concours du Meilleur Sommelier d'Asie & Océanie ».
Elle a lancé un diplôme de certification "International Sommelier Certificate" pour lequel le premier examen fut proposé en septembre 2012.
L'association compte aujourd’hui près de 55 000 sommeliers professionnels répartis sur 60 pays.
Son siège social est au 97, boulevard Haussmann 75008 Paris, en France.

## Organisation

### Présidence
Elle est présidée, depuis 2020 par William Wouters (Belgique)
- Vice-président Europe : Piotr Kamecki (Pologne)
- Vice-président Amériques : Marcos Flores Tlalpan (Mexique)
- Vice-présidente Asie-Océanie : Saiko Tamura-Soga (Japon)
- Vice-présidente Afrique et Moyen-Orient Michèle Aström Chantôme (Maroc)

### Trésorerie
- Trésorier général : Philippe Faure-Brac (France)
- Trésorier adjoint : Samuil Angelov (Finland)

### Secrétariat
- Secrétaire général : Peer F. Holm (Allemagne)
- Secrétaire général adjoint : Julie Dupouy-Young (Irlande)